# العباسی
ال عباسی یک منطقهٔ مسکونی در یمن است که در استان صنعا واقع شده‌است.